# Krzyż Ochotniczej Służby Wojskowej
Krzyż Ochotniczej Służby Wojskowej (fr. Croix des Services Militaires Volontaires) – wojskowe odznaczenie resortowe Ministerstwa Wojny, a później Ministerstwa Francuskich Sił Zbrojnych, ustanowione 13 maja 1934. Przeznaczone było do odznaczania ochotników rezerwy: oficerów, podoficerów i żołnierzy, a także do nagradzania oficerów rezerwy i podoficerów za treningi i szkolenie grup przysposobienia wojskowego i jednostek rezerwy. Krzyż został zastąpiony 22 marca 1957 przez Order Zasługi Wojskowej. W 1975 wygląd wstążki i podział na klasy (stopnie) jak w krzyżu został odwzorowany w Medalu Ochotniczej Służby Wojskowej.
Krzyż dzielił się na trzy klasy (stopnie):
- I klasa – złoty krzyż;
- II klasa – srebrny krzyż;
- III klasa – brązowy krzyż.

Noszony był na wstążce o szerokości 37 mm, niebieskiej (lazurowej) z czerwonym paskiem pośrodku, która przy I i II klasie miała dodatkowe białe paski wzdłuż obu krawędzi o szerokości 2 mm, a do I klasy mocowano dodatkowo rozetkę. Baretka odznaczenia miała wysokość 11 mm.